# Simning vid världsmästerskapen i simsport 2024 – Damernas 1 500 meter frisim
Damernas 1 500 meter frisim vid världsmästerskapen i simsport 2024 avgjordes mellan den 12 och 13 februari 2024 i Aspire Dome i Doha i Qatar.
Italienska Simona Quadarella tog guld efter ett lopp på 15 minuter och 46,99 sekunder. Silvret togs av kinesiska Li Bingjie och bronset togs av tyska Isabel Gose.

## Rekord
Inför tävlingens start fanns följande världs- och mästerskapsrekord:
|                   | Namn          | Nation | Tid      | Ort               | Datum          |
| ----------------- | ------------- | ------ | -------- | ----------------- | -------------- |
| Världsrekord      | Katie Ledecky | USA    | 15.20,48 | Indianapolis, USA | 16 maj 2018    |
| Mästerskapsrekord | Katie Ledecky | USA    | 15.25,48 | Kazan, Ryssland   | 4 augusti 2015 |

## Resultat

### Försöksheat
Försöksheaten startade den 12 februari klockan 10:46.
| Placering | Heat | Bana | Namn                     | Nationalitet  | Tid      | Noteringar |
| --------- | ---- | ---- | ------------------------ | ------------- | -------- | ---------- |
| 1         | 3    | 4    | Simona Quadarella        | Italien       | 16.02,96 | 0Q0        |
| 2         | 3    | 5    | Isabel Gose              | Tyskland      | 16.10,60 | 0Q0        |
| 3         | 2    | 5    | Li Bingjie               | Kina          | 16.13,61 | 0Q0        |
| 4         | 2    | 3    | Maddy Gough              | Australien    | 16.14,48 | 0Q0        |
| 5         | 2    | 4    | Anastasija Kirpitjnikova | Frankrike     | 16.14,76 | 0Q0        |
| 6         | 2    | 6    | Yang Peiqi               | Kina          | 16.14,85 | 0Q0        |
| 7         | 2    | 2    | Eve Thomas               | Nya Zeeland   | 16.16,43 | 0Q0        |
| 8         | 3    | 2    | Kristel Köbrich          | Chile         | 16.16,62 | 0Q0        |
| 9         | 3    | 6    | Kate Hurst               | USA           | 16.17,83 |            |
| 10        | 2    | 1    | Caitlin Deans            | Nya Zeeland   | 16.17,98 |            |
| 11        | 3    | 7    | Agostina Hein            | Argentina     | 16.21,68 |            |
| 12        | 3    | 3    | Beatriz Dizotti          | Brasilien     | 16.25,90 |            |
| 13        | 3    | 0    | Ichika Kajimoto          | Japan         | 16.27,96 |            |
| 14        | 3    | 8    | Gan Ching Hwee           | Singapore     | 16.29,74 |            |
| 15        | 2    | 7    | Tamila Holub             | Portugal      | 16.31,64 |            |
| 16        | 2    | 0    | Ajna Késely              | Ungern        | 16.34,84 |            |
| 17        | 3    | 1    | Kayla Han                | USA           | 16.35,02 |            |
| 18        | 1    | 4    | Stephanie Houtman        | Sydafrika     | 16.35,39 |            |
| 19        | 2    | 8    | Alisee Pisane            | Belgien       | 16.37,91 |            |
| 20        | 3    | 9    | Imani de Jong            | Nederländerna | 16.43,55 |            |
| 21        | 2    | 9    | Lucie Hanquet            | Belgien       | 16.48,23 |            |
| 22        | 1    | 5    | Nip Tsz Yin              | Hongkong      | 17.04,85 |            |
| 23        | 1    | 3    | Malak Meqdar             | Marocko       | 18.06,86 |            |

### Final
Finalen startade den 13 februari klockan 19:10.
| Placering | Bana | Namn                     | Nationalitet | Tid      | Noteringar |
| --------- | ---- | ------------------------ | ------------ | -------- | ---------- |
| 1         | 4    | Simona Quadarella        | Italien      | 15.46,99 |            |
| 2         | 3    | Li Bingjie               | Kina         | 15.56,62 |            |
| 3         | 5    | Isabel Gose              | Tyskland     | 15.57,55 |            |
| 4         | 1    | Eve Thomas               | Nya Zeeland  | 16.09,43 |            |
| 5         | 2    | Anastasija Kirpitjnikova | Frankrike    | 16.12,98 |            |
| 6         | 7    | Yang Peiqi               | Kina         | 16.13,08 |            |
| 7         | 6    | Maddy Gough              | Australien   | 16.16,85 |            |
| 8         | 8    | Kristel Köbrich          | Chile        | 16.18,90 |            |